# Rudolf Eckert
Rudolf Eckert (Travnik, 27. veljače 1889. — Rijeka, 12. ožujka 1915.) - hrvatski novinar i publicist, doktor prava, pripadao je vrhu hrvatskoga sveučilišnog katoličkog pokreta, franjevački trećoredac, katolički laik, preminuo je u mladoj dobi od leukemije na glasu svetosti.

## Životopis
Rodio se u Travniku u Bosni i Hercegovini 27. veljače 1889. godine, od oca Otona iz Rokyona u Češkoj i majke Helene iz Hrvatske Kostajnice. U osnovnu školu išao je u Travniku i  Stocu. Maturirao je na sarajevskoj gimnaziji 1907. godine, studirao je pravo u Zagrebu i Pragu, a završio ga s doktoratom u Zagrebu 1912. godine.
Pripadao je vrhu hrvatskoga sveučilišnog katoličkog pokreta koji je u otporu liberalizmu, materijalizmu i evolucionizmu  te austrijskoj i ugarskoj politici nastojao u katoličanstvu i novoj socijalnoj politici pronaći hrvatske vrijednosti i sačuvati osobitosti hrvatskog društva i čovjeka. Zbog prerane smrti djelo mu je ostalo tek u obrisima. Surađivao je u „Luči” (1910./'11. – 1915./'16.), Spomen-knjizi o II. hrvatskom katoličkom kongresu u Ljubljani (1913.), „Danici” (1914.), „Hrvatskoj prosvjeti” (1914., 1915.). Njegova rukopisna ostavština stradala je 1945. godine.
Bio je vrstan intelektualac koji se odrekao akademske karijere kako bi radio kao novinar (bio je urednik i suutemeljitelj prvoga katoličkog dnevnika „Riječke novine“), a k tome je bio i veliki borac za pravdu i društvene promjene, poglavito kroz hrvatski katolički pokret, koji je u svakom smislu tada bio tek u povojima. Riječke novine bile su katolički politički dnevni list koji je izlazio u Rijeci.
Sudjelovao je u institucijama Hrvatskog katoličkog pokreta: akademskom društvu Domagoj, u kojemu je izabran za predsjednika 1909. godine, marijanskim kongregacijama, senioratu HKP-a, te prilozima u HKP-ovim glasilima: „Krijesu”, „Luči” i „Riječkim novinama”. Imao je izuzetnu naobrazbu i velike organizacijske sposobnosti, uz
visoku moralnu i duhovnu izgrađenost i asketski značaj. Surađivao je s biskupom Antunom Mahnićem. S nekoliko drugih hrvatskih katoličkih intelektualaca imao je studijska putovanja u nekoliko država Europe, kako bi se upoznao s djelovanjem drugih europskih katoličkih intelektualaca.
Nazivaju ga "hrvatski Frassati", jer ima sličnosti s talijanskim blaženikom Pier Giorgiom Frassatijem. Oboje su bili novinari i društveno angažirani mladi katolički intelektualci.
Ušao je u Treći red sv. Franje. Za vrijeme Prvog svjetskog rata, služio je u pješadiji u Karlovcu pa u Rijeci 1915. godine, gdje je zbog leukemije prebačen u bolnicu.
Preminuo je od leukemije u Rijeci 12. ožujka 1915. godine, na glasu svetosti. Pokopan je u Rijeci na Kozali, a kasnije je premješten na trsatsko groblje. Njegov slučaj nalazi se u Kongregaciji za kauze svetaca više od 70 godina.

## Spomen
Katolički djelatnik Jerolim Malinar osnovao je 1920. katoličko djetićko društvo “Eckert”, nazvano u čast Rudolfa Eckerta.
Prvi njegov životopis objavljen 1995. godine, napisao je Petar Grgec na 316 stranica. Knjiga je napisana oko 1955., ali je objavljena postumno.